# Wichelen
Wichelen é um município Bélgica localizado na província de Flandres Oriental. O município é constituído pelas vilas de  Schellebelle, Serskamp e Wichelen propriamente dita. Em 1 de Julho de 2006, o município tinha uma população de 11.103 habitantes, um área total de 22,87 km² e  uma densidade populacional de 486 habitantes por km².